# Lara Hulo
Lara Hulo (* in Schleswig) ist eine deutsche Singer-Songwriterin.

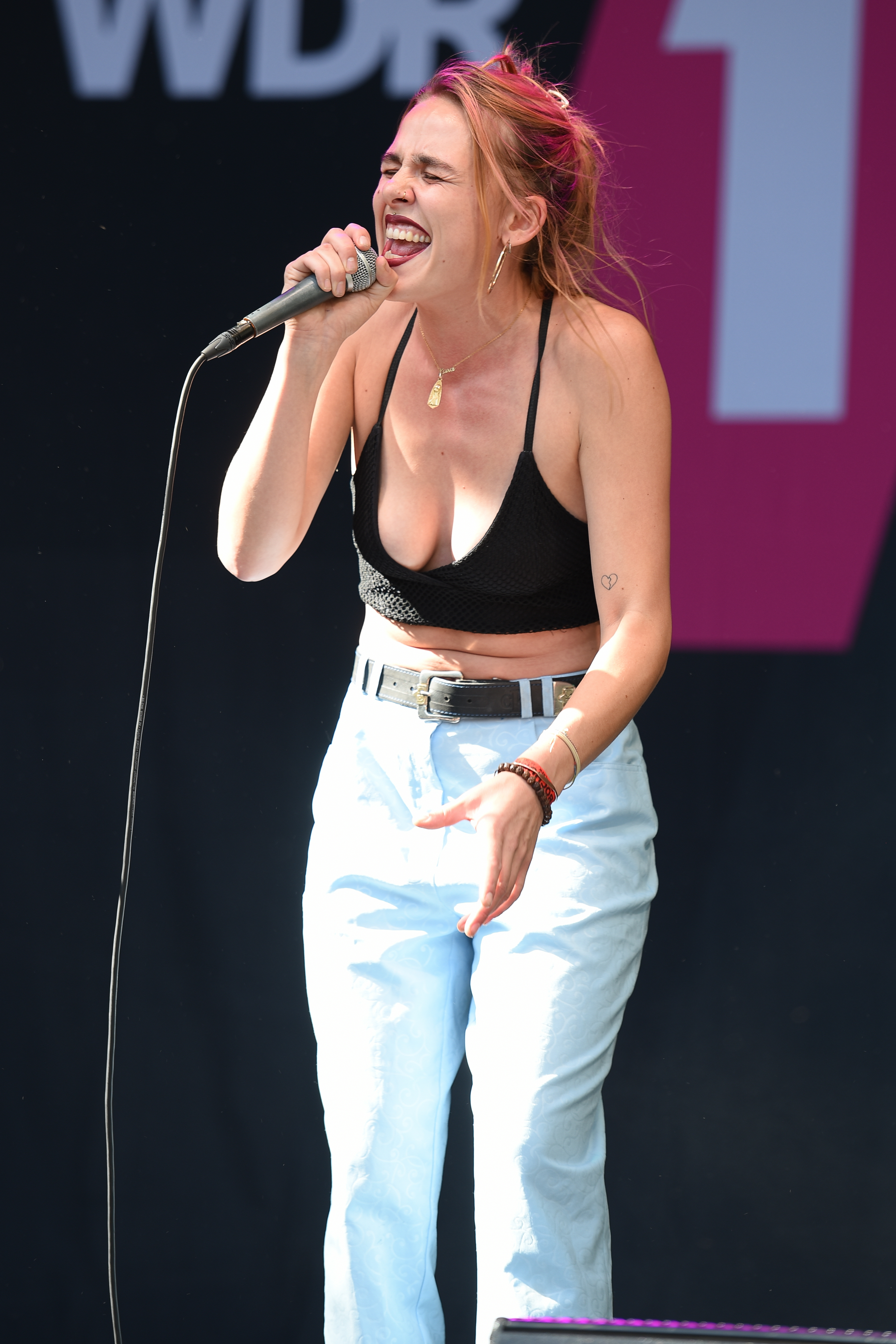
Lara Hulo auf dem Bochum Total 2024.

## Biografie
Hulo studierte in Lüneburg Musik und Biologie auf Lehramt und schloss das Studium mit dem Master of Education ab. Im Interview mit ALEX Berlin bezeichnete sie die Tätigkeit als Lehrerin als „Plan B“, sie hoffe, von ihrer Musik leben zu können.
Sie engagiert sich als Moderatorin für Viva con Agua und Greenpeace.
Hulo lebt in Berlin.

## Karriere
Musik spielte in Hulos Kindheit eine prägende Rolle; insbesondere ihr Vater inspiriere sie musikalisch. Mit 14 Jahren brachte sich Hulo selbst das Gitarrespielen bei. Im Alter von 17 Jahren wurde sie erstmals unter Vertrag genommen; diese Erfahrung bewertet sie im Rückblick kritisch, da sie sich als fremdbestimmt erlebte und wenig Möglichkeiten gehabt habe, sich selbst musikalisch auszuprobieren und zu entwickeln. Ebenfalls im Alter von 17 Jahren begann sie als Straßenmusikerin aufzutreten und in kleinen Locations Konzerte zu spielen. Mit der Straßenmusik finanzierte sie einen Teil ihres Lebensunterhalts während des Studiums.
Größere Bekanntheit erlangte die Musikerin im Herbst/Winter 2023, als ihr Song Side B*tch auf TikTok, wo sie seit 2022 aktiv ist, viral geht.
In ihren Liedern thematisiert Hulo unter anderem queeres Begehren, romantische Sehnsüchte und toxische Beziehungen.
Im Sommer 2024 spielte Hulo bei zahlreichen Festivals. Im November und Dezember 2024 fand ihre erste eigene Tournee, Miete in Bar, statt.
Hulo steht beim Label Zuendstoff unter Vertrag.

## Diskografie
Alben
- 2024: Für Lara

Songs
- 2022: Viva Ucraina
- 2022: Paris & Toulouse
- 2023: Bei dir sein
- 2023: Side B*tch
- 2024: Brich mir nicht mein Herz
- 2024: Für Änni
- 2024: Berliner Luft
- 2024: Kontrolle verloren
- 2024: Tu dir weh = Tu mir weh